# Мак-Кинли, Уильям (старший)
Уильям Мак-Кинли — старший (англ. William McKinley Sr.; 15 ноября 1807, тауншип Пайн, Пенсильвания — 24 ноября 1892, Кантон, Огайо) — американский промышленник, отец 25-го президента США Уильяма Мак-Кинли.

## Биография
Родился 15 ноября 1807 года в тауншипе Пайн, штат Пенсильвания, в семье Джеймса (1783—1847) и Мэри Роуз Мак-Кинли (1788—1847). Уильям был вторым из тринадцати детей в семье. Вскоре, в 1809 году семья переехала в штат Огайо, в город Лисбон. Работая в металлургическом бизнесе, как и его отец, он управлял литейными заводами в Лисбоне, Найлсе, Поланде и в Кантоне.
Мак-Кинли—старший был Вигом, а затем членом Республиканской партии и «ярым сторонником» защитного тарифа. Мак-Кинли постоянно держал при себе Библию, произведения Данте Алигьери и Шекспира и использовал свободное время, которое было выделено из его работы, для их чтения.
Скончался 24 ноября 1892 года в Кантоне, штат Огайо, был похоронен на кладбище Уэстлон.

### Личная жизнь
Мак-Кинли женился на Нэнси Кэмпбелл Эллисон 6 января 1829 года, от которой имел 9 детей:
- Дэвид Эллисон Мак-Кинли (1829—1892)
- Анна Мак-Кинли (1832—1890)
- Джеймс Роуз Мак-Кинли (1833—1889)
- Хелен Минерва Мак-Кинли (1834—1924)
- Мэри Мак-Кинли (1835—1868)
- Сара Элизабет Мак-Кинли (1840—1931)
- Уильям Мак-Кинли—младший (1843—1901), 25-й президент США.
- Эбигейл Шейла Мак-Кинли (1845—1846)
- Эбнер Осборн Мак-Кинли (1847—1904)